# Садиловац
Садиловац је насељено место у општини Раковица, на Кордуну, Карловачка жупанија, Република Хрватска.

## Географија
Садиловац се налази око 10 км југоисточно од Раковице. Јужно од Садиловца протиче река Корана, а источно је босанскохерцеговачка граница.

## Историја
Према неким подацима село Садиловац настало је 1790. године доласком првог православног свештеника Гаје Гргића који је са собом довео и населио српски народ. Мало по његовом доласку направљен је и православни храм посвећен Рођењу Пресвете Богородице, у целости саграђен 1826. године. Парохију Садиловац чине: Садиловац, Ваганац, Липовача, Смољанац, Ириновац, Грабовац, Дрежник и Корана.
Садиловац се од распада Југославије до августа 1995. године налазио у Републици Српској Крајини. До територијалне реорганизације у Хрватској налазио се у саставу бивше велике општине Слуњ.

## Други светски рат
Дана 31. јула 1942. године усташе су у православном храму побиле и запалиле 463 мушкараца, жена и деце, од којих 149-оро млађих од 13 година, из Садиловца, Бугара, Липоваче и околних села.

## Становништво
Према попису становништва из 2011. године, насеље Садиловац није имало становника.

### Број становника по пописима
| Националност   | 2001. | 1991. | 1981. | 1971. | 1961. | 1953. | 1948. | 1931. | 1921. | 1910. | 1900. | 1890. | 1880. | 1869. | 1857. |
| бр. становника | 0     | 82    | 114   | 145   | 183   | 191   | 169   | 636   | 560   | 602   | 770   | 746   | 822   | 946   | 744   |

- напомене:

У 2001. без становника.

### Национални састав
| Националност       | 2001. | 1991.       | 1981.       | 1971.        | 1961.        |
| Срби               | 0     | 67 (81,70%) | 97 (85,08%) | 122 (84,13%) | 164 (89,61%) |
| Хрвати             | 0     | 9 (10,97%)  | 4 (3,50%)   | 18 (12,41%)  | 17 (9,28%)   |
| Југословени        | 0     | 3 (3,65%)   | 13 (11,40%) | 4 (2,75%)    | 0            |
| остали и непознато | 0     | 3 (3,65%)   | 0           | 1 (0,68%)    | 2 (1,09%)    |
| Укупно             | 0     | 82          | 114         | 145          | 183          |

## Знамените личности
- Чедо Рајачић (16. април 1904 — 1. фебруар 1985), правник и универзитетски професор на Правном факултету Универзитета у Загребу[4]
- Никола Радмановић, протојереј Српске православне цркве